# باشگاه فوتبال اسلاویا مازیر
باشگاه فوتبال اسلاویا مازیر (انگلیسی: FC Slavia Mozyr) یک باشگاه فوتبال در مازیر، بلاروس است.